# 吸血鬼了沒
是一部在2010年上映的惡搞電影，其惡搞題材之來源主要來自《暮光之城》中的內容。該片導演是傑森·佛雷，他曾拍攝和監製過多部惡搞嘲弄電影，如《驚聲尖笑》、《正宗約會電影》和《這不是斯巴達》等。
《吸血鬼了沒》曾被部分非官方網站譯為「暮光了沒」、「暮色大电影」，但現已改為中文官方的正式譯名。

## 發行
《吸血鬼了沒》已於2010年8月18日在美國和俄羅斯上映；8月20日在台灣上映；澳大利亞在8月26日上映；同年10月15日在英國地區上映。二十世紀福斯在電影公開上映前並未給影評家評論。

## 評價
《吸血鬼了沒》獲得了普遍負面的評價，其中在影評網站爛番茄的評價中目前僅4％為正面評價，其負面評價的共識是「搞笑不夠全面和徹底」，但也有提到在這部片中傑森·佛雷和他的製作團隊之能力略有進步。
2011年，《吸血鬼了沒》獲得第31屆金酸莓獎「最差影片」、「最差導演」、「最差編劇」及「最差前傳、重拍、惡搞及續集電影」等四項提名。

## 外部連結
- （英文）官方网站
- 互联网电影数据库（IMDb）上《吸血鬼了沒》的资料（英文）
- 爛番茄上《吸血鬼了沒》的資料（英文）
- AllMovie上《吸血鬼了沒》的资料（英文）
- Metacritic上《吸血鬼了沒》的資料（英文）